# Amsterdam Pipe Museum
 (juin 2024).
La mise en forme du texte ne suit pas les recommandations de Wikipédia : il faut le « wikifier ».
Les points d'amélioration suivants sont les cas les plus fréquents. Le détail des points à revoir est peut-être précisé sur la page de discussion.
- Les titres sont pré-formatés par le logiciel. Ils ne sont ni en capitales, ni en gras.
- Le texte ne doit pas être écrit en capitales (les noms de famille non plus), ni en gras, ni en italique, ni en « petit »…
- Le gras n'est utilisé que pour surligner le titre de l'article dans l'introduction, une seule fois.
- L'italique est rarement utilisé : mots en langue étrangère, titres d'œuvres, noms de bateaux, etc.
- Les citations ne sont pas en italique mais en corps de texte normal. Elles sont entourées par des guillemets français : « et ».
- Les listes à puces sont à éviter, des paragraphes rédigés étant largement préférés. Les tableaux sont à réserver à la présentation de données structurées (résultats, etc.).
- Les appels de note de bas de page (petits chiffres en exposant, introduits par l'outil «  Source ») sont à placer entre la fin de phrase et le point final[comme ça].
- Les liens internes (vers d'autres articles de Wikipédia) sont à choisir avec parcimonie. Créez des liens vers des articles approfondissant le sujet. Les termes génériques sans rapport avec le sujet sont à éviter, ainsi que les répétitions de liens vers un même terme.
- Les liens externes sont à placer uniquement dans une section « Liens externes », à la fin de l'article. Ces liens sont à choisir avec parcimonie suivant les règles définies. Si un lien sert de source à l'article, son insertion dans le texte est à faire par les notes de bas de page.
- La présentation des références doit suivre les conventions bibliographiques. Il est recommandé d'utiliser les modèles {{Ouvrage}}, {{Chapitre}}, {{Article}}, {{Lien web}} et/ou {{Bibliographie}}. Le mode d'édition visuel peut mettre en forme automatiquement les références.
- Insérer une infobox (cadre d'informations à droite) n'est pas obligatoire pour parachever la mise en page.

Pour une aide détaillée, merci de consulter Aide:Wikification.
Si vous pensez que ces points ont été résolus, vous pouvez retirer ce bandeau et améliorer la mise en forme d'un autre article.
 (juin 2024).
L'article doit être relu — et modifié si nécessaire — par des contributeurs indépendants pour apporter un regard critique aux contributions effectuées en violation des conditions d'utilisation de Wikipédia, tant sur la forme (notamment concernant le style encyclopédique, la proportionnalité) que sur le fond (la neutralité de point de vue, la qualité et l'indépendance des sources).
L'Amsterdam Pipe Museum est un musée situé à Amsterdam qui expose une vaste collection de pipes et d'accessoires liés au tabac. Le musée offre un panorama du tabagisme sur les cinq continents, depuis les temps les plus reculés (500 av. J.-C.) jusqu'à nos jours. L'exposition permanente présente plus de 2 000 objets, illustrant la diversité des pipes et accessoires utilisés dans le monde entier au cours des 25 derniers siècles. Avant 2013, le musée s'appelait Pijpenkabinet, mais le nom a été changé pour favoriser une meilleure promotion internationale.

## Histoire
L'Amsterdam Pipe Museum débute en tant que collection privée en 1969. Entre 1975 et 1982, la collection est exposée dans un centre d'art et d'antiquités sur la Frederiksplein à Amsterdam. L’attention s’est alors principalement portée sur la célèbre pipe hollandaise en terre cuite.
En 1982, le musée déménage à Leyde, où il fonctionne jusqu'en 1995 comme musée public dans la Regentenkamer du tribunal de Meermansburg . À cette période, la collection s’élargit considérablement avec des objets historiques et ethnographiques.
En 1995, le musée retourne à Amsterdam et est désormais situé dans une maison au bord du canal au Prinsengracht 488, entre Leidseplein et le Rijksmuseum, dans une maison historique au bord d'un canal. La maison date d'environ 1670  et fait partie de ce qu'on appelle la quatrième explication, la dernière partie de la ceinture de canaux.
La maison est rénovée vers 1800 : les fenêtres sont agrandies et le pignon remplacé par une façade à pans de bois. Le trottoir en pierre bleue et la lucarne au-dessus de la porte d'entrée sont conservés dans leur état d'origine. L'intérieur témoigne de l'histoire de trois siècles, avec le plafond en stuc et le couloir en marbre soigneusement restaurés, l'authentique plafond aux poutres apparentes aux couleurs historiques.
Le sous-sol dispose d'une entrée séparée pour la boutique du musée. La présentation permanente du musée est visible au premier étage. Les étages supérieurs sont utilisés comme bibliothèque, centre de documentation et bureau.

## Collection

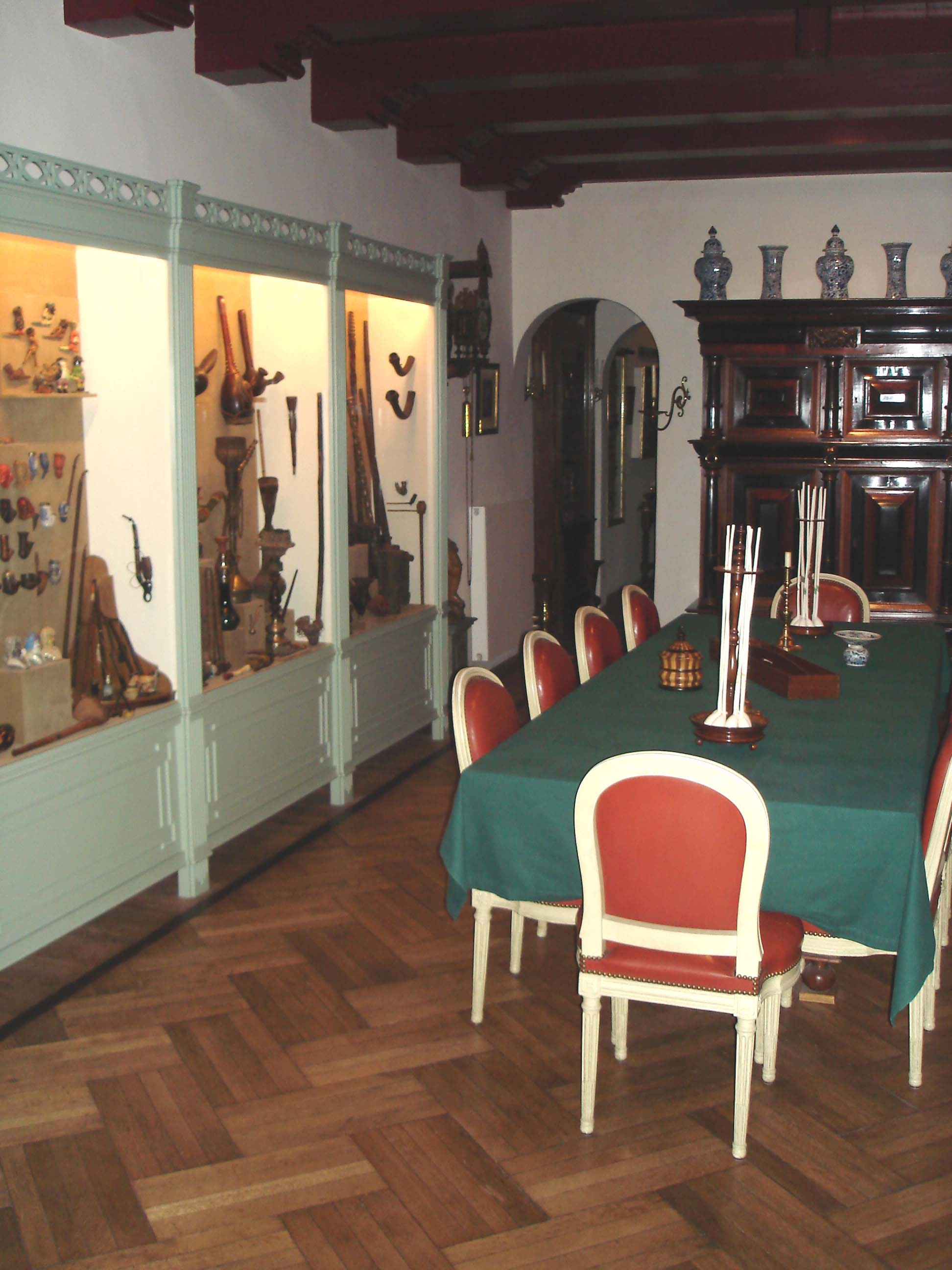
Intérieur de l'Amsterdam Pipe Museum à Amsterdam, le hall.

La collection du musée n'a cessé de croître depuis sa création. En 2014, la collection compte plus de 30 000 objets. Une partie représentative est exposée en permanence dans les vitrines du musée. Le dépôt du musée abrite la collection d'étude. La présentation permanente montre la culture mondiale du tabagisme dans plus de vingt vitrines.
Au sein de la collection totale de l'Amsterdam Pipe Museum, on peut distinguer diverses sous-collections :
- précolombien : pipes à tabac d'Amérique centrale de la préhistoire du tabagisme
- archéologique : pipes excavées ou pipes à fumer qui ont été fouillées aux Pays-Bas et dans les pays voisins
- historique : pipes en terre cuite des Pays-Bas conservées en surface
- ethnographie : pipes fumantes d'Afrique, d'Asie et d'Amérique
- Pipes à opium : pipes à opium chinoises, mais aussi des exemples d'autres pays
- outils de pipier : moules à pipes et autres outils pour fabriquer des pipes à tabac

- terre cuite : pipes à fumer en faïence, datant principalement des XIXe et XXe siècles
- porcelaine : pipes à tabac peintes ou conçues artistiquement
- écume de mer : pipes à tabac et porte-cigares sculptés
- bois : pipes à tabac en bruyère et autres essences de bois, à la fois figuratives et design
- autres matériaux : cela inclut d'autres matériaux tels que l'ivoire, l'os, le verre, le métal et le plastique.

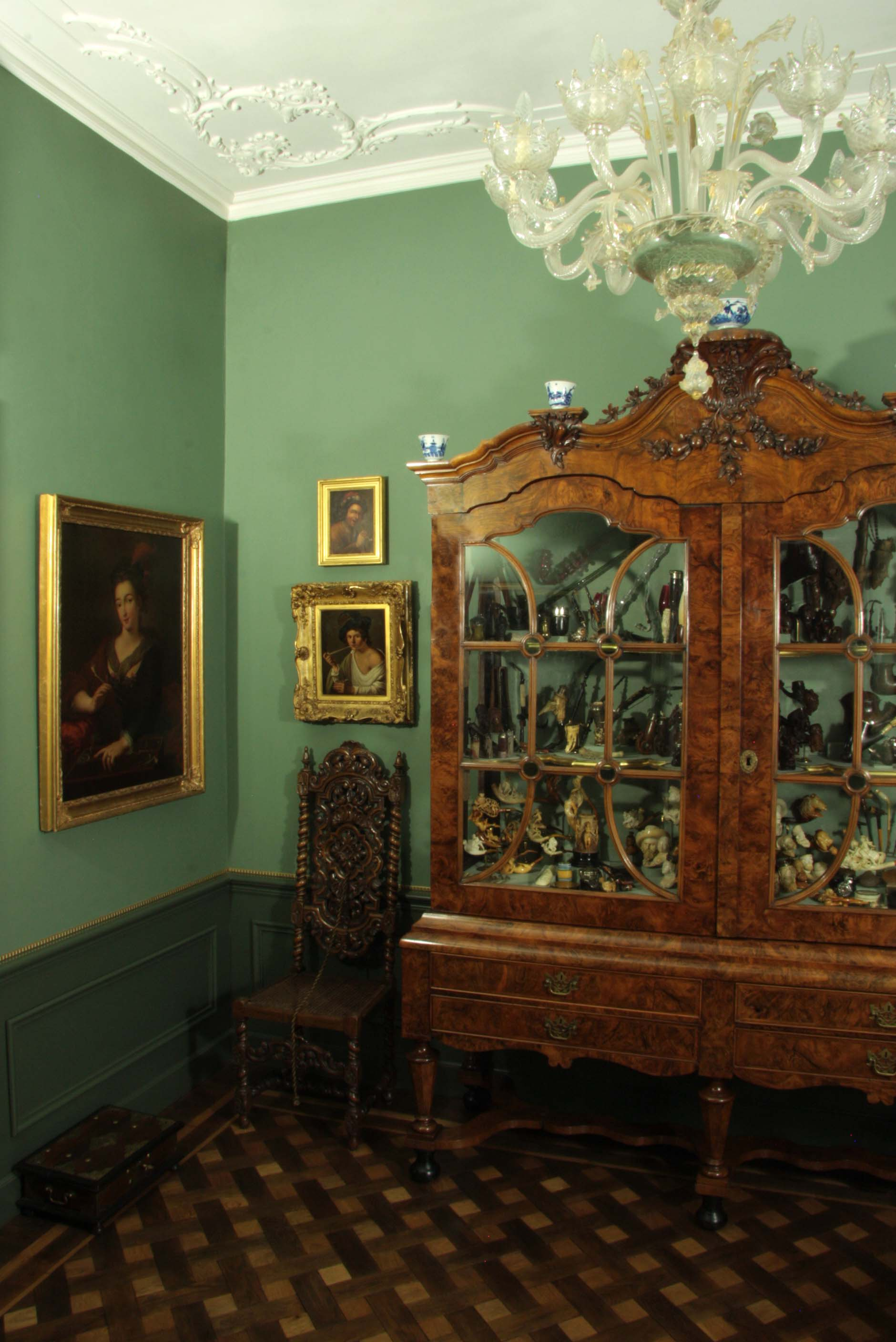
Intérieur de l'Amsterdam Pipe Museum à Amsterdam, avec cabinet.

|  |  |  |